# Damen SAR 1906
Der Damen SAR 1906 ist ein Rettungsbootstyp der niederländischen Werft Damen Shipyards Gorinchem.

## Geschichte
Der Bootstyp wurde von der Werft Damen Shipyards in Zusammenarbeit mit dem niederländischen Seenotrettungsdienst KNRM, dem Schiffbaubüro De Vries Lentsch und der TU Delft entwickelt. Die Entwicklung konnte mit Hilfe einer Spende der niederländischen Versicherungsgesellschaft Nh1816 Verzekeringen über deren Stiftung „Stichting Goede Doelen“ in Höhe von zunächst 1,5 Millionen Euro, die später noch erhöht wurde, realisiert werden. Das erste Boot des Typs wurde für die KNRM gebaut. Der Rumpf wurde von der polnischen Werft Stocznia Wisła zugeliefert. Die Taufe des Bootes fand am 2. April 2014 in IJmuiden statt, wo das Boot seit November 2015 fest stationiert ist. Taufpatin war Königin Máxima.
Die Rettungsbootsklasse, die bei der KNRM als „Nh1816 klasse“ bezeichnet wird, soll auf lange Sicht die zehn zwischen 1999 und 2009 in Dienst gestellten Boote der Arie-Visser-Klasse ersetzen.
2014 wurde die Nh1816 von der Koninklijke Nederlandse Vereniging van Technici op Scheepvaartgebied (KNVTS) als „Schip van het Jaar“ („Schiff des Jahres“) ausgezeichnet. Mit der 1998 erstmals vergebenen Auszeichnung möchte die KNVTS technische Innovationen in der maritimen Industrie der Niederlande unterstützen.
Im November 2016 bestellte die Internationale Organisation für Migration (IOM) in Ankara sechs Boote des Typs, die bis Ende 2017 geliefert werden sollten. Die von der Europäischen Union finanzierten Boote werden bei Damen Shipyards Antalya gebaut und sollen von der türkischen Küstenwache für Rettungseinsätze insbesondere im Zusammenhang mit der Migrationsbewegung über das Mittelmeer eingesetzt werden. Die Auslieferung der ersten beiden Einheiten erfolgte im Juni 2017, die weiteren vier Boote folgten im Verlaufe des Jahres.
Im Juni 2019 wurden neun weitere Boote des Typs für die türkische Küstenwache bestellt, die ab Sommer 2020 abgeliefert werden sollten.

## Beschreibung

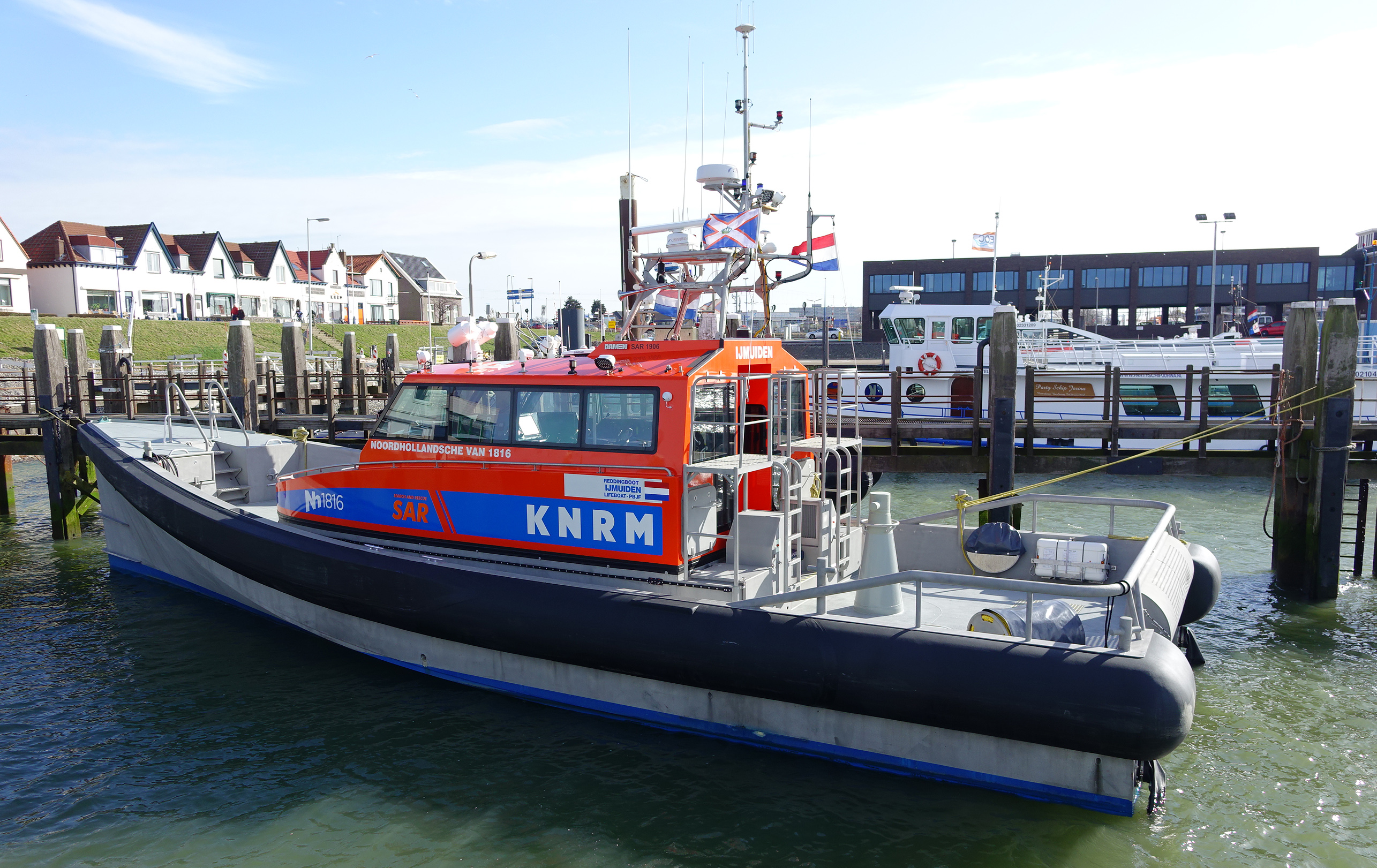
Heckbereich mit Schleppvorrichtung und absenkbarer Heckklappe

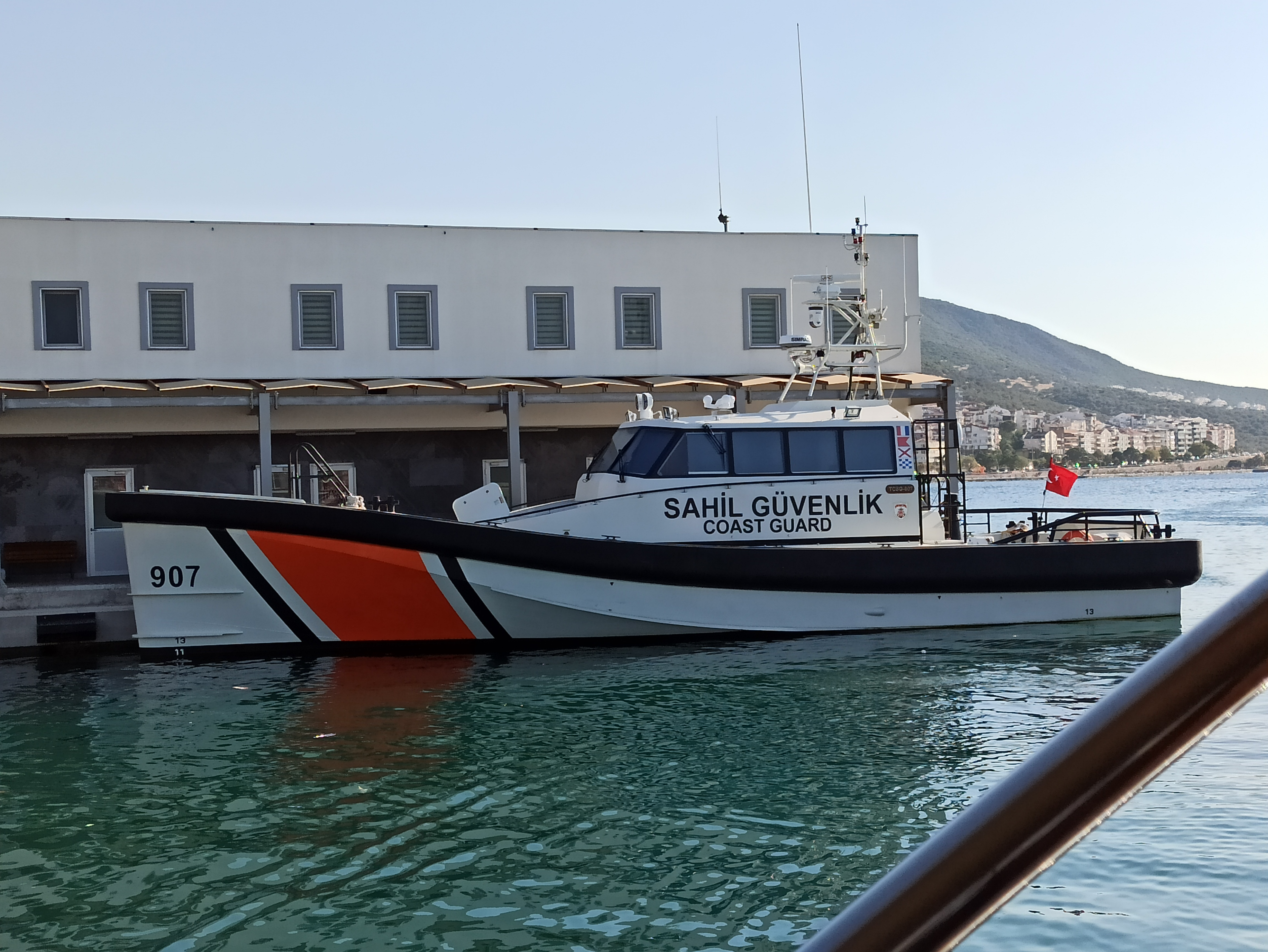
Boot der türkischen Küstenwache

Der Antrieb erfolgt durch zwei MTU-Achtzylinder-Dieselmotoren der Baureihe 2000 (Typ: MTU 8V 2000 M84L) mit jeweils 895 kW Leistung, die über Getriebe auf zwei Hamilton-Wasserstrahlantriebe wirken. Die Geschwindigkeit beträgt bis zu 31 kn. Für die Stromerzeugung stehen zwei Generatoren mit jeweils 8 kW Leistung zur Verfügung. Die Generatoren werden von den Hauptmotoren angetrieben. Der Antrieb der Boote ist vollständig redundant ausgelegt – die Hauptmotoren befinden sich in zwei voneinander getrennten Abteilungen. Die Motoren sind so konzipiert, dass sie für 30 Sekunden weiterlaufen, wenn das Boot durchkentert.
Die Boote können 348 Seemeilen am Stück zurücklegen, so dass sich ein Aktionsradius von etwa 175 Seemeilen ergibt. Sie verfügen über zwei Decks. Der Rumpf ist aus Aluminium, die Aufbauten aus  faserverstärktem Kunststoff. Die Bugform basiert auf dem von Damen und der TU Delft entwickelten „Axe Bow“. Die Boote sind selbstaufrichtend.
Im Rumpf befinden sich die beiden Maschinenräume und die Antriebe, ein Aufenthaltsraum mit Pantry und Toilette sowie davon abgetrennt zwei Kojen. Im Steuerhaus befinden sich insgesamt vier Sitze sowie zwei Bänke. Die Boote werden von einer vierköpfigen Besatzung gefahren. Sie bieten Platz für 120 Schiffbrüchige. 24 Personen finden unter Deck Platz.
Vor und hinter dem Steuerhaus befinden sich jeweils ein offener Decksbereich. Hinter dem Steuerhaus befindet sich eine Vorrichtung zum Schleppen. Der Pfahlzug beträgt 7 Tonnen. Am Heck der Boote ist ein hydraulisch absenkbarer Korb angebracht, mit dessen Hilfe im Wasser treibende Personen an Bord genommen werden können.

## Boote
| Damen SAR 1906 | Damen SAR 1906           | Damen SAR 1906 | Damen SAR 1906                               |
| Name           | Bauwerft Baunummer       | Ablieferung    | Empfänger                                    |
| -------------- | ------------------------ | -------------- | -------------------------------------------- |
| Nh 1816        | Damen Shipyards 535501   | April 2014     | Koninklijke Nederlandse Redding Maatschappij |
| TCSG 901       | Damen Shipyards, Antalya | Juni 2017      | Türkische Küstenwache                        |
| TCSG 902       | Damen Shipyards, Antalya | Juni 2017      | Türkische Küstenwache                        |
| TCSG 903       | Damen Shipyards, Antalya | Oktober 2017   | Türkische Küstenwache                        |
| TCSG 904       | Damen Shipyards, Antalya |                | Türkische Küstenwache                        |
| TCSG 905       | Damen Shipyards, Antalya | 2018           | Türkische Küstenwache                        |
| TCSG 906       | Damen Shipyards, Antalya |                | Türkische Küstenwache                        |
| TCSG 907       | Damen Shipyards, Antalya |                | Türkische Küstenwache                        |
| TCSG 908       | Damen Shipyards, Antalya |                | Türkische Küstenwache                        |
| TCSG 909       | Damen Shipyards, Antalya |                | Türkische Küstenwache                        |
| TCSG 910       | Damen Shipyards, Antalya |                | Türkische Küstenwache                        |
| TCSG 911       | Damen Shipyards, Antalya |                | Türkische Küstenwache                        |
| TCSG 912       | Damen Shipyards, Antalya |                | Türkische Küstenwache                        |
| TCSG 913       | Damen Shipyards, Antalya |                | Türkische Küstenwache                        |
| TCSG 914       | Damen Shipyards, Antalya |                | Türkische Küstenwache                        |
| TCSG 915       | Damen Shipyards, Antalya |                | Türkische Küstenwache                        |